# Aleksandr Šidlovskij
Aleksandr Georgievič Šidlovskij (in russo Александр Георгиевич Шидловский?; Mosca, 1º febbraio 1941) è un ex pallanuotista sovietico, vincitore di una medaglia d'oro alle olimpiadi di Monaco 1972 ed una d'argento a Città del Messico 1968.